# Atopocnema marginepunctata
Atopocnema marginepunctata är en tvåvingeart som först beskrevs av Günther Enderlein 1922.  Atopocnema marginepunctata ingår i släktet Atopocnema och familjen bredmunsflugor. Inga underarter finns listade i Catalogue of Life.